# Atractodes quadrispinus
Atractodes quadrispinus là một loài tò vò trong họ Ichneumonidae.